# عبد العزيز أبو زنادة

## عبد العزيز أبو زنادة[1]باحث سعودي في علم الأحياء (1436ه- 1944م)
عبد العزيز بن حامد أبو زنادة (1 يوليو 1944م) هو باحث سعودي في علم الأحياء ( الحياة الفطرية) حاصل علي جائزة البيئة من مركز التعاون الأوروبي العربي عام 2003، وجائزة دول مجلس التعاون الخليجي للشخصية البيئية المتميزة عام2011، جائزة الاتحاد الفيدرالي لحدائق الحيوان البريطانية الأردنية عام 1999، وجائزة Fred Packard من الاتحاد العالمي لصون الطبيعة (IUCN)، ويعد هو أول سعودي متخصص في الحياة الفطرية الدقيقة، ولقب برجل البيئة في الخليج، وهو نائب رئيس مجموعة الشؤون المتحدون، ومستشار وعضو مجلس إدارة مؤسسة خالد بن سلطان للمحافظة على الحياة الفطرية، هو مؤسس مجلة (الحياة الفطرية) أول مجلة علمية ثقافية عن البيئة والحياة الفطرية، فهو أول سعودي باحث وعالم في الحياة الفطرية، أسس أول مختبر الوراثة الجزئية بمركز الملك خالد لأبحاث الحياة الفطرية.

## نشأته وتعليمه
ولد عبد العزيز أبو زنادة في 1 يوليو 1944 بمدينة جدة، المملكة العربية السعودية، حيث نشأ فيها وتلقي تعليمه الأساسي والثانوي، ثم انتقل الي الرياض في جامعة الملك سعود (جامعة الرياض سابقاً) في عام1967 حاصل على بكالوريوس في علوم الأحياء من جامعة الملك سعود ، وحصل علي ماجستير، جامعة نيو مكسيكو، الولايات المتحدة الأمريكية عام 1971، ثم دكتوراه، جامعة درهام – المملكة المتحدة. عام 1971، فهو أول سعودي متخصص في الحياة الفطرية.

## إنجازات ومبادرات
- قام بتأسيس الجمعية السعودية لعلوم الحياة[6] في عام 1974 وتم انتخابه رئيسًا لها خلال الفترة 1974–1996م.
- أشرف بشكل مباشر من خلال عمله أمينًا عامًا للهيئة الوطنية لحماية الحياة الفطرية [7]وإنمائها على البرامج والخطط والمشروعات التالية:
- خطة المنظومة الوطنية للمناطق المحمية التي تم في ضوئها إنشاء 17 منطقة محمية وتشغيلها.
- إنشاء وتشغيل ثلاثة مراكز أبحاث معترف بها دوليًا:
- - المركز الوطني لأبحاث الحياة الفطرية بالطائف.[8]
- - مركز الملك خالد لأبحاث الحياة الفطرية في الثمامة بالرياض.[9][3]
- - مركز الأمير محمد السديري لأبحاث الغزال بالقصيم.[10]
- أسس بإشراف صاحب السمو الملكي الأمير سلطان بن عبدالعزيز وصاحب السمو الملكي الأمير سعود الفيصل [11]أول مؤسسة وطنية للمحافظة على الحياة الفطرية في المملكة بل في الخليج العربي.[12]
- أول رئيس قسم أكاديمي على مستوى الجامعات في المملكة.
- وجه وأشرف على البحوث المتعلقة بقضايا الحياة الفطرية ذات الصلة بحماية البيئة، وطوّر بنجاح بروتوكولات الإكثار تحت الأسر وإعادة التأهيل البحري للمها العربي والغزال العربي.
- أنشأ مختبر الوراثة الجزيئية في مركز الملك خالد لأبحاث الحياة الفطرية بالثمامة، الذي يعد الأول من نوعه في الشرق الأوسط والعالم العربي لإيجاد حلول للمشكلات الوراثية المتعلقة بالحياة الفطرية.
- قاد وأشرف على الجهود البحثية المتعلقة باستعادة وإنقاذ الحياة البحرية المتأثرة أثناء حرب الخليج، وأشرف على إنشاء مركز إنقاذ الحياة الفطرية البحرية ومركز الزوار للتوعية البيئية بالجبيل
- أنشأ أول مركز للزوار للتوعية البيئية في مقر الهيئة بالرياض في عام 1990.
- أنشأ أول مركز تدريب للمحافظة على الموارد الطبيعية في مقر الهيئة بالرياض في عام 1997، وقام المركز منذ إنشائه بتدريب العاملين في مجال البيئة من المملكة ومن المغرب غربًا حتى كازاخستان شرقًا.
- قاد الهيئة في نشر المعرفة الخاصة بحماية الحياة الفطرية عبر العديد من الإصدارات البيئية.
- قام بتطوير الخطوط الإرشادية للعديد من البرامج والأفلام التلفزيونية.
- أسس أول صندوق وطني لدعم جهود الحفاظ على البيئة والحياة الفطرية برئاسة الأمير سلطان بن عبدالعزيز.
- حاصل على العضوية الفخرية للاتحاد الدولي لصون الطبيعة (2012).
- من أوائل الملتحقين بجامعة الملك سعود عند تأسيسها.[4]
- إنشاء وتشغيل مختبر الوراثة الجزيئية في مركز الملك خالد لأبحاث الحياة الفطرية بالثمامة، الذي يعتبر الأول من نوعه في الشرق الأوسط والثالث عالميًا في إيجاد حلول للمشكلات الوراثية المتعلقة بالحياة الفطرية.
- إطلاق البرنامج التطوعي لإنقاذ واستعادة الحياة البحرية المتأثرة أثناء حرب الخليج، وإنشاء مركزي إنقاذ الحياة الفطرية البحرية ومركز الزوار للتوعية البيئية بالجبيل.
- إنشاء مركز للزوار للتوعية البيئية في مقر الهيئة بالرياض.
- إنشاء مركز تدريب للمحافظة على الموارد الطبيعية بمقر الهيئة بالرياض.
- إعداد الاستراتيجيات الوطنية للحفاظ على الأنواع الفطرية الرئيسة بالمملكة.
- إعداد الاستراتيجية الوطنية للمحافظة على التنوع الأحيائي في المملكة بعد التوقيع على الاتفاقية الدولية للتنوع الأحيائي.
- تأسيس وإصدار مجلة "الحياة الفطرية"[2] كمجلة علمية ثقافية عن البيئة والحياة الفطرية العربية، تسهم في نشر المعرفة المتعلقة بعلوم الحياة الفطرية

## عضويات ومناصب عالمية ومحلية
حصد الدكتور عبد العزيز أبو زنادة علي العديد من الجوائز والشهادات التقديرية محلياً وعالمياً لأبحاث الحياة الفطرية في علم الأحياء منها:
- العضوية الفخرية للجمعية السعودية لعلوم الحياة منذ 1997.
- عضو هيئة تحرير إصدارات الجمعية السعودية لعلوم الحياة من عام 1975.
- عضو المجموعة الوطنية للعلوم من عام 1973.
- مستشار بوزارة الزراعة والمياه 1976–1986.
- عضو مجلس تحرير مجلة الخليج العربي للبحوث العلمية 1983–1985.
- عضو مجلس الإدارة بهيئة الري والصرف الصحي، وزارة الزراعة والمياه، من عام 1981 لفترة ثلاث دورات.
- عضو مركز البحوث بكلية العلوم، جامعة الرياض 1978–1977.
- رئيس لجنة تطوير المناهج العلمية في المدارس الحكومية في المملكة العربية السعودية.
- عضو اللجنة العلمية (المجلس الأكاديمي)، كليات تعليم البنات في المملكة العربية السعودية.
- رئيس المجلس التنفيذي للجمعية السعودية لعلوم الحياة (4 دورات).
- عضو مجلس خريجي الكليات، جامعة الملك سعود.
- عضو لجنة تخطيط البرامج العلمية، مركز التعليم العربي لدول الخليج العربية.
- نائب الرئيس الإقليمي في الاتحاد العالمي للمحافظة على هيئة بقاء الأنواع من 1986 حتى الوقت الحاضر.
- نائب رئيس جمعية حماية الطيور في الشرق الأوسط.
- سكرتير القسم السعودي في المجلس العالمي لحماية الطيور[13]
- عضو في المجموعة الوطنية للعلوم، 1973 - حتى الآن.[14]
- عضو لجنة السياسات التعليمية العليا، 1973 - حتى الآن.[15]
- عضو هيئة تحرير مجلة الجمعية السعودية لعلوم الحياة، 1975 - حتى الآن.[6]
- سكرتير هيئة تحرير المجلة العلمية، كلية العلوم، جامعة الرياض، 1973 - 1977.
- عضو مركز البحوث، كلية العلوم، جامعة الرياض، 1978م - 1980م.[16]
- رئيس لجنة تطوير المناهج العلمية للمدارس الحكومية في المملكة العربية السعودية، 1982 - 1984.
- عضو هيئة تحرير مجلة الخليج العربي للبحوث العلمية، 1983 - 1985.
- محرر مساعد لمجلة الخليج العربي للبحوث العلمية، 1983 - 1985.
- عضو اللجنة العلمية (المجلس الأكاديمي)، كليات تعليم البنات بالمملكة العربية السعودية، 1983 - 1986.
- رئيس المجلس التنفيذي للجمعية السعودية لعلوم الحياة (أربع دورات)، 1974 - 1990.
- مستشار وعضو مجلس البحوث الزراعية، وزارة الزراعة والمياه، 1976 - 1986.
- عضو مجلس الدراسات العليا، جامعة الملك سعود.
- عضو لجنة تخطيط البرامج العلمية، مكتب التربية العربي لدول الخليج.
- عضو مجلس جامعة الملك سعود (عدة دورات).
- عضو مصوت في الاتحاد الدولي لعلماء الأحياء (IUBS)، الجمعية العامة الرابعة والعشرون، 1991م - حتى الآن.
- عضو اللجنة التنفيذية للاتحاد الدولي لعلماء الأحياء (IUBS)، 1993م - 1995م.
- عضو إقليمي (مستشار) بلجنة بقاء الأنواع (IUCN)، 1986م - حتى الآن.
- نائب رئيس لجنة بقاء الأنواع (IUCN)، 1993م - حتى الآن.
- رئيس اللجنة الدائمة لاتفاقية حفظ الأنواع المهاجرة من الحيوانات البرية (CMS) - اتفاقية بون.
- نائب رئيس جمعية علم الطيور في الشرق الأوسط (OSME).
- سكرتير القسم الوطني السعودي في المجلس الدولي لحماية الطيور (ICBP).
- عضو شرف مراسل في جمعية أبحاث التاريخ الطبيعي، فرانكفورت، ألمانيا.
- الجمعية الأمريكية للسير الذاتية، الولايات المتحدة الأمريكية (ABI).[17]

- عام 1993م شهادة تقدير لإنجازاته الرائعة في مجال حماية البيئة من جمعية الحياة الفطرية الأمريكية المقدمة في سان خوزيه بكوستاريكا.[18]
- عام 1993: تسلم جائزة سنكن برج ناشرو فوند جلا سلاف، فرانكفورت، تقديراً لإنجازاته المتميزة في مجال الحياة النباتية وحماية البيئة.
- عام 1993: شهادة الاشتراك والتدريب من جمعية الحياة الفطرية الأمريكية المقدمة في سان خوزيه بكوستاريكا.
- عام 1996: العضوية الفخرية لسنكن برج ناشرو فوند جلا سلاف، فرانكفورت.
- عام 1999: جائزة التقدير التابعة للاتحاد الفيدرالي لحدائق الحيوان البريطانية الأردنية لإنجازاته في إعادة توطين الغزلان في المناطق المحمية بالمملكة العربية السعودية.
- عام 1999: شهادة بيرد لايف العالمية للاستحقاق والجدارة تقديرًا[19] لجهوده في حماية الإقليمية للمها العربي ومشاركاته القيمة في إعادة الأنواع الفطرية المعرضة للانقراض في المملكة العربية السعودية.
- عام 2011: جائزة مجلس التعاون الخليجي للشخصية البيئية المتميزة.
- عام 2003: جائزة البيئة من مركز التعاون الأوروبي العربي.[20]
- عام 2012: جائزة العضوية الفخرية للاتحاد الدولي لصون الطبيعة، ومنحت في حفل أقيم في مدينة جيجو (كوريا الجنوبية).[21]
- شهادة تقدير من Greenpeace International[22] عام 1992م للإنجازات المتميزة في إعادة تأهيل الحياة البحرية بعد حرب الخليج.
- شهادة تقدير من Friends of the Earth عام 1991م للإنجازات المتميزة في إعادة تأهيل الحياة البحرية بعد حرب الخليج.
- العضوية الفخرية من Senckenberg Gesellschaft für Naturforschung عام 1993. ·[23]
- العضوية الفخرية من الجمعية السعودية لعلوم الحياة عام 1997.
- العضوية الفخرية من الجمعية السعودية لعلوم الحياة عام 1997.
- جائزة المتميز البيئي في منطقة الخليج العربي عام 2001.[24]
- جائزة Fred Packard من الاتحاد العالمي لصون الطبيعة (IUCN) للإنجازات المتميزة في حفظ الحياة البرية وحماية البيئة، قُدمت خلال المؤتمر العالمي الرابع للمتنزهات الوطنية والمناطق المحمية، كاراكاس، فنزويلا، 1992م.
- وسام تذكاري من IUCN - 1992م.

## منح تشجيعيه
- منحة بحثية من مدينة الملك عبدالعزيز للعلوم والتقنية لدعم أبحاث إنتاج البروتين الميكروبي باستخدام الهيدروكربونات (تم إنجاز البحث).
- عدة منح بحثية من جامعة الملك سعود لدراسة طبيعة التحمل الحراري في الفطريات من الناحية البنيوية والفسيولوجية باستخدام المجهر الإلكتروني.
- منحة بحثية من مدينة الملك عبدالعزيز للعلوم والتقنية لدراسة تحلل المنتجات البترولية في الخليج العربي.
- منحة بحثية من مدينة الملك عبدالعزيز للعلوم والتقنية بالتعاون مع المعهد الكوري للبحوث، بمشاركة باحثين سعوديين من جامعات أخرى، لدراسة استخدام مخلفات النخيل والدواجن في إنتاج الأعلاف في المملكة (تم إنجاز البحث).

## مؤلفاته
من منشورات ومؤلفات الدكتور عبدالعزيز أبو زناده:
- له أكثر من 100 بحث علمي منشور في مجالات التخصص.[27]
- شارك في أكثر من 150 ندوة ولقاء علمي على المستويين المحلي والإقليمي والدولي.
- له ما يزيد عن مائة بحث علمي منشور في مجالات التخصص.
- له ما يزيد عن 150 مشاركة في ندوات ولقاءات علمية على مستوى المملكة وعلى المستويين الإقليمي والدولي في علوم الأحياء.
- له أبحاث منشورة في مجال علوم الأحياء الدقيقة الأولية في العديد من المجلات.[1]
- أول سعودي يحصل على التخصص في مجال علوم الحياة.
- أسس أول جمعية سعودية علمية (الجمعية السعودية لعلوم الحياة).[6]